# Borupgaard Gymnasium
Borupgaard Gymnasium er et gymnasium beliggende i Ballerup Kommune, ca. 15 km nordvest for København. Gymnasiet er dimensioneret til en 12-spors skole, der er opbygget af fem karakteristiske, kvadratiske bygninger – kaldet ”blokke”. Et stort kantineområde og studiecenter sammenbinder blokkene. Siden skoleåret 2009/10 er der startet 12 1.g klasser.
Skolen blev grundlagt i 1980 under navnet Amtsgymnasium Ballerup II i lokaler på den nedlagte Buddinge skole. I 1983 flyttede gymnasiet til Ballerup og fik navn efter den gård, som havde lagt jorder til de nyopførte bygninger. I 2004 afsluttedes en udbygning og modernisering, der bl.a. har betydet en ny bygning – ”blok 4” – nye og forbedrede fag- og klasselokaler, en ekstra idrætshal, et studiecenter kombineret med skolens bibliotek og studieområder i alle blokkene.

## Skolens rektorer
- 1980-1990: Aase Herskind
- 1990-1991: Kjeld Sørensen (konstitueret)
- 1991-2000: Ralf Nielsen
- 2000: Birgitte Jørgensen (konstitueret)
- 2000-2005: Allan Kjær Andersen
- 2005-2006: Birgitte Jørgensen (konstitueret)
- 2006-2007: Henry Nørgaard
- august 2007-marts 2008: Birgitte Jørgensen (konstitueret)
- april 2008-2023: Thomas Jørgensen
- 2023: Karin Bøhrk (konstitueret)
- 2023-: Lars Viborg Jørgensen

## Tal
- Antal elever: >1.119
- Antal klasser: ~36
- Antal medarbejdere: Ca. 130 lærere + TAP'ere mv.

55°44′7.86″N 12°23′4.23″Ø / 55.7355167°N 12.3845083°Ø